# Ulla Rinman (fartyg)
För personen Ulla Rinman, se Ulla Rinman

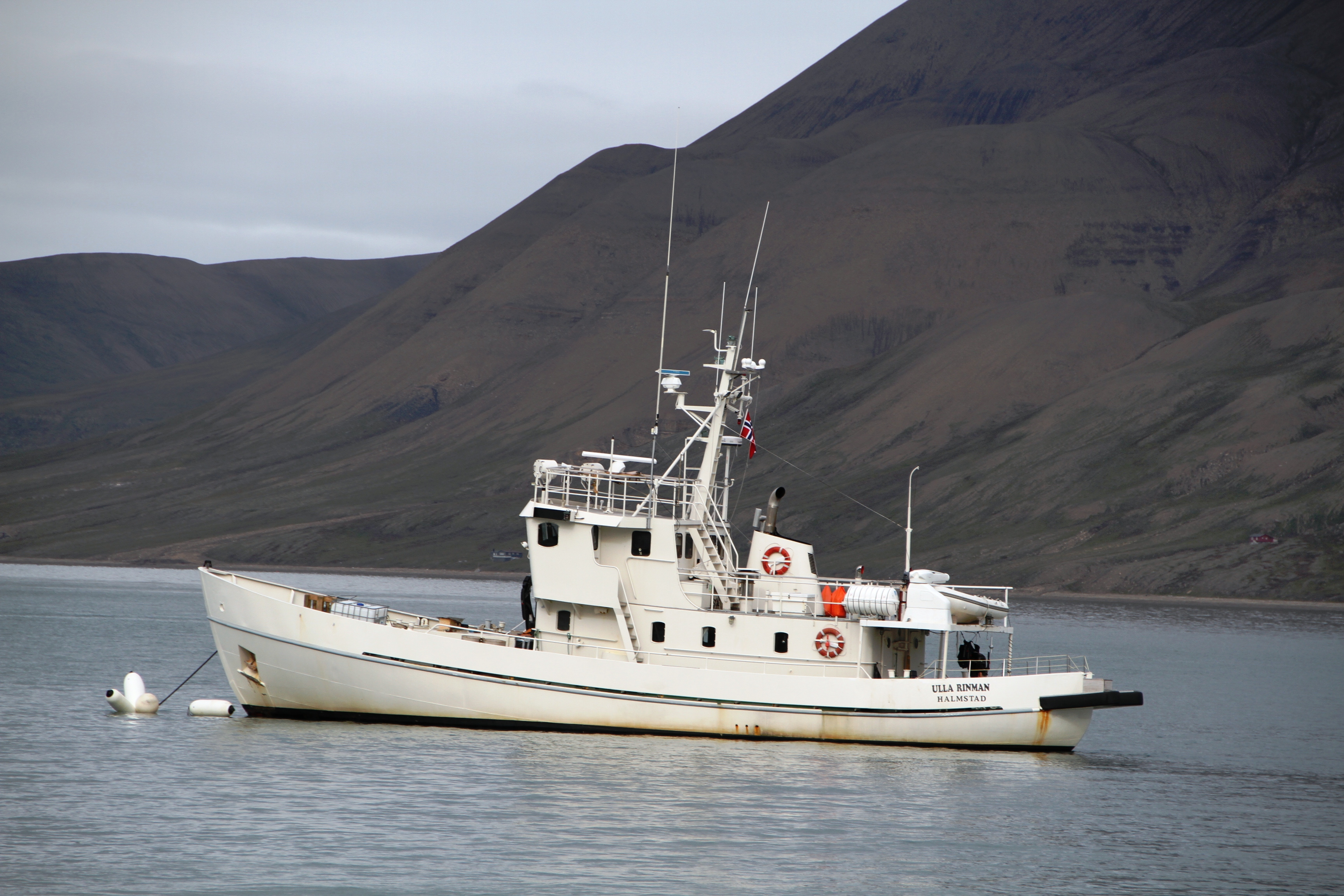
Ulla Rinman på Spetsbergen

Ulla Rinman är ett norskt expeditionsfartyg och ett tidigare svenskt räddningsfartyg.
Den nybyggda isgående livräddningskryssaren Ulla Rinman ersatte 1970, på Räddningsstation Rörö, livräddningskryssaren Wilhelm R. Lundgren III, vilken överfördes till Räddningsstation Huvudskär på ostkusten. Hon var till större delen bekostad av Sällskapet Livbojen i Göteborg och var uppkallad efter Livbojens grundare Ulla Rinman, Hon var på sin tid den näst starkaste isgående räddningskryssaren i Sverige. Sigurd Goljes maskinstyrka är 840 Hk jämfört med Ulla Rinmans 720 Hk. Bogförstärkningen är 25 millimeter tjock och plåten i bog och akter 15 millimeter, ungefär dubbelt så mycket som normalt för fartyg av den aktuella storleken. Ulla Rinman är också utrustad med ispropeller av rostfritt stål med vridbara blad.
Ulla Rinman konstruerades av Hjalmar Johansson på Långedragsvarvet.
Ulla Rinman såldes 2003 av Sjöräddningssällskapet för att bli fritidsfartyg i Halmstad under namnet Ulla Rinman av Halmstad. Hon såldes vidare i december 2010 vidare till Norge och har sedan dess varit expeditionsfartyg för Svalbard Explorer AB för Spetsbergen för upp till tolv passagerare.